# Medium (online platform)
Medium is een Amerikaans online journalistiek platform dat bestaat sinds augustus 2012. Op het platform publiceren zowel professionele schrijvers en journalisten als amateurs hun artikelen en blogs. De website van Medium lijkt op die van een krant of tijdschrift en werkt met sub-pagina's met daarop artikelen en blogposts.
Onder andere mede-Twitter-oprichters Evan Williams en Biz Stone en professioneel Americanfootballspeler Colin Kaepernick zijn of waren bestuursleden van Medium.

## Geschiedenis
In 2012 werd de dienst gelanceerd. The Guardian prees enkele Medium-collecties, in het bijzonder een verzameling nostalgische foto's gemaakt door Williams, de CEO (Chief Executive Officer) van Medium. Drew Olanoff van TechCrunch suggereerde dat het platform zijn naam misschien heeft ontleend aan een "middelgroot" platform tussen Twitter en grootschalige blogplatforms zoals Blogger van Google.
Rechtsgeleerde Lawrence Lessig roemde de Creative Commons-licenties voor een deel van de content, een functie die werd gedemonstreerd in een Medium-project met de naam The Public Domain Review. Het betrof een interactieve online editie van Alice's Adventures in Wonderland van Lewis Carroll, geannoteerd door een tiental Carroll-wetenschappers, waardoor gratis remixen mogelijk waren van het publieke domein en Creative Commons-gelicentieerde tekst- en kunstbronnen, met door de lezer aangeleverde commentaren en illustraties.
In 2013 nam het platform de wetenschaps- en technologiewebsite Matter over. In dat jaar kreeg de dienst kritiek van schrijvers, waarbij sommigen het verwarrend vonden wat de dienst precies zou moeten bieden.
In 2014 startte Cuepoint, de muziekpublicatie van Medium. Daarin worden essays gepubliceerd over artiesten, trends en releases, geschreven door bijdragers uit de Medium-gemeenschap, managers van grote platenlabels en muziekjournalisten.
In 2016 huurde Medium de oprichter van de publicatie Human Parts in, die zich richtte op persoonlijke verhalen. Verder sloot Medium dat jaar een deal om de nieuwe Bill Simmons-website, The Ringer, te hosten. Een jaar later vertrok The Ringer naar Vox Media. Medium publiceerde ook nog een technologiepublicatie genaamd Backchannel. In 2016 werd Backchannel gekocht door Condé Nast Publications. Backchannel zei dat Medium "er niet langer op gefocust was om  publicaties als de onze te helpen om winst te maken".
In 2017 introduceerde Medium betaalmuur, zodat sommige content alleen toegankelijk werd voor betalende abonnees en auteurs betaald konden worden voor hun publicaties. Lezers konden hun waardering voor een artikel uiten via een 'like'-knop, net als bij sociale media. Medium genereerde inkomsten via 'native advertising' en sponsoring van een aantal artikelseries en door samenwerking met verschillende uitgevers. Williams benadrukte dat Medium niet van plan was bannerreclame na te streven als onderdeel van hun verdienmodel, maar in plaats daarvan microbetalingen, fooien en patronage onderzocht.
In 2019 nam Medium de Bay Area-website The Bold Italic over. Verder lanceerde Medium in dat jaar zeven nieuwe publicaties: GEN (politiek, macht en cultuur), OneZero (technologie en wetenschap), Marker (business), Elemental (gezondheid en welzijn), Focus (productiviteit), Zora (vrouwen van kleur) en Niveau (mannen van kleur). Een Nieman Lab-artikel uit dat jaar, over de eerste zeven jaar van Medium, stelt dat de site "talloze veranderingen had ondergaan" en "een eindeloos gedachte-experiment was geworden over hoe publiceren op internet eruit zou kunnen zien".
In 2020 lanceerde Medium Momentum, met als onderwerpen antiracisme en burgerrechten.
In 2021 nam Medium het sociale e-boekbedrijf Glose over, de browsergebaseerde grafische ontwerptool Projector en het audiogebaseerde leerplatform Knowable.
Werknemers van Medium maakten in 2021 hun voornemen bekend om een vakbond op te richten met CODE-CWA. Volgens de Medium Workers Union heeft 70% van de in aanmerking komende werknemers vakbondskaarten ondertekend. Op 11 februari vroegen ze het management om vrijwillige erkenning van hun vakbond. Medium huurde daarop Kauff McGuire & Margolis in, een firma die erop gericht is vakbonden te ontbinden. Mediums CEO leidde kleine discussiegroepen waarin hij er bij werknemers op aandrong zich niet bij de vakbond aan te sluiten. Op 1 maart maakte het bedrijf bekend dat de Medium Workers Union precies één stem tekort kwam om als vakbond erkend te kunnen worden.
In 2022 werd Evan Williams voorzitter van de raad van bestuur. Tony Stubblebine volgde hem op als CEO. Kort daarna kondigde hij het ontslag van 29 personeelsleden aan.